# Сарасте, Юкка-Пекка
Юкка-Пекка Сарасте (фин. Jukka-Pekka Saraste, род. 22 апреля 1956, Лахти) — финский дирижёр и скрипач.

## Биография
Изучал дирижирование в Академии имени Сибелиуса у Йормы Панулы, получил также образование как скрипач и некоторое время играл в Симфоническом оркестре Финского радио под руководством Лейфа Сегерстама, затем был его ассистентом.
В 1983 году вместе со своим однокурсником Эса-Пеккой Салоненом основал камерный оркестр «Avanti!», специализировавшийся на исполнении современной музыки. В 1987—2001 гг. Сарасте возглавлял Симфонический оркестр Финского радио, с которым, в частности, дважды записал полный комплект всех симфоний Яна Сибелиуса. Одновременно в 1987—1991 гг. он был главным дирижёром Шотландского камерного оркестра, а в 1994—2001 гг. — музыкальным руководителем Торонтского симфонического оркестра. В 2002—2005 гг. главный приглашённый дирижёр Симфонического оркестра Би-Би-Си. С августа 2006 года по настоящее время — музыкальный директор Филармонического оркестра Осло. В 2000 году с Финским камерным оркестром основал Ekenäs Summer Concerts-Festival. С 2010 г. также главный дирижёр Симфонического оркестра Кёльнского радио.

## Репертуар
Основу репертуара составляют произведения композиторов XX века. Среди записей — произведения Софии Губайдулиной, Клода Дебюсси, Анри Дютийе, Джорна Корильяно, Магнуса Линдберга, Лееви Мадетойи, Густава Малера, Модеста Мусоргского, Карла Нильсена (все симфонии), Сергея Прокофьева, Эйноюхани Раутаваары, Кайи Саарихто, Яна Сибелиуса (все симфонии), Игоря Стравинского, Эдварда Элгара.